# 本朝画史
本朝画史（ほんちょうがし）は、狩野永納によって延宝6年（1678年）に開版された日本画人伝で、日本絵画史の基礎資料のひとつである。5巻5冊、付録に「本朝画印」を載せる。元禄6年（1693年）再版は、元禄4年版行の『本朝画伝』の補訂版である。

## 概要
父の狩野山雪による「本朝画人略伝」の草稿を補完執筆したもので、儒医黒川道祐の協力もあり、林鵞峰が延宝6年に序文を寄せている。画人の合計405人で、構成は次のとおり。
- 巻一：画原，画官，画所，画考，画運，画式，画題を解説
- 巻ニ：上古画人147人
- 巻三：中古名品（の画人）160人
- 巻四：専門家族24人、「狩野家累世所用画法」
- 巻五：雑伝46人、補遺28人、付録:画器、絵具。

諸本によっては「本朝画印」を前後に置いている。また、『本朝画史』に合冊されている『続本朝画史』は、檜山義慎が文政2年（1819年）に『本朝画史』の遺漏を補い皇朝名画拾彙としたのを改題したもの。

## 諸本
- 延宝6年（1678年）林鵞峰序の尚栄堂・文永堂1899年版和装本
  - 巻一：「本朝画印」の序もある[書影 2]
  - 巻ニ[書影 3]
  - 巻三[書影 4]
  - 巻四[書影 5]
  - 巻五[書影 6]

- 狩野永納撰『本朝画史』と檜山義慎撰『続本朝画史』を合冊し『本朝画史』とした1883年佚存書坊版、5巻5冊。
  - 上巻[書影 7]
  - 中巻:中世名品[書影 8]
  - 下巻：専門家族、雑編[書影 9]
  - 続巻 : 皇朝名画拾彙.上[書影 10]
  - 続巻 : 皇朝名画拾彙.下[書影 11]

- 1917年坂崎担編著『日本画談大観』所収の活字本（構成は既出分）[書影 12]

- 1985年に笠井昌昭等が詳細な研究成果を加えた『訳註本朝画史』（同朋舎出版）[書誌 1]がある。
  - 同上の全文:『訳註本朝画史』(一)[書影 13]
  - 『訳註本朝画史』(三)[書影 14]
  - 『訳註本朝画史』(四)[書影 15]
  - 『訳註本朝画史』(五)[書影 16]

### 書影
1. ↑  
坂崎担（編）、1917、「続本朝画史」、『日本画談大観』、目白書院 NDLJP:954090 pp. 1235-1279
(コマ635-657)
2. ↑  。
狩野永納、1899、『本朝画史』、尚栄堂・文永堂 NDLJP:851684
3. ↑  
狩野永納、1899、『本朝画史』、尚栄堂・文永堂 NDLJP:851685
4. ↑  
狩野永納、1899、『本朝画史』、尚栄堂・文永堂 NDLJP:851686
5. ↑  
狩野永納、1899、『本朝画史』、尚栄堂・文永堂 NDLJP:851687
6. ↑  
狩野永納、1899、『本朝画史』、尚栄堂・文永堂 NDLJP:851688
7. ↑  
狩野永納、1833、『本朝画史』、佚存書坊 NDLJP:851679
8. ↑  
狩野永納、1833、『本朝画史』、佚存書坊 NDLJP:851680
9. ↑  
狩野永納、1833、『本朝画史』、佚存書坊 NDLJP:851681
10. ↑  
桧山義慎、1833、『本朝画史.続巻 : 皇朝名画拾彙』、佚存書坊 NDLJP:851682
11. ↑  
桧山義慎、1833、『本朝画史.続巻 : 皇朝名画拾彙』、佚存書坊 NDLJP:851683
12. ↑  
坂崎担（編）、1917、「本朝画史」、『日本画談大観』、目白書院 NDLJP:954090 pp. 1029-1087
コマ532-586
13. ↑  笠井昌昭「訳注 本朝画史(一)」『人文學』第128号、同志社大学人文学会、1975年、1-56頁、doi:10.14988/pa.2017.0000002865。
14. ↑  笠井昌昭「訳注 本朝画史(三)」『人文學』第129号、同志社大学人文学会、1976年12月、1-58頁、CRID 1390853649839590016、doi:10.14988/pa.2017.0000002869、ISSN 04477340。
15. ↑  笠井昌昭「訳注 本朝画史(四)」『人文學』第131号、同志社大学人文学会、1978年3月、1-53頁、CRID 1390853649839593728、doi:10.14988/pa.2017.0000002878、ISSN 04477340。
16. ↑  笠井昌昭「訳注 本朝画史(五)」『人文學』第134号、同志社大学人文学会、1979年3月、25-60頁、CRID 1390009224909460352、doi:10.14988/pa.2017.0000002896、ISSN 04477340。

### 書誌
1. ↑  狩野永納; 笠井昌昭; 佐々木進; 竹居明男『本朝画史』同朋舎出版、1985年。ISBN 4810404439。

## 関連文献
- 狩野永納, 笠井昌昭, 佐々木進, 竹居明男『本朝画史』同朋舎出版、1974年。doi:10.11501/12866775。NDLJP:12866775。「国立国会図書館デジタルコレクション」